# Emiliano Díaz
Emiliano Ramón Díaz (n. Nápoles, Italia, 22 de junio de 1982) es un exfutbolista y director técnico italiano de ascendencia argentina. Actualmente es asistente técnico de Olimpia.

## Carrera como jugador
Emiliano es el hijo de Ramón Díaz, exexfutbolista y técnico argentino. Además, es hermano de Michael Díaz. Jugó en las inferiores del Mónaco y del Yokohama.
Jugó en la primera del Avellino de Italia dos partidos no oficiales y a punto estuvo también de hacerlo en el Internazionale. En el 2002 su padre lo hizo debutar en River Plate durante un partido frente a Rosario Central el 19 de mayo de 2002. Ese día reemplazó a Eduardo Coudet a los 30 minutos del segundo tiempo. Luego fue transferido a Talleres de Córdoba en donde casi no jugó. El volante por derecha se trasladó en el 2004 a Deportivo Colonia de Uruguay donde tuvo un buen rendimiento.
En 2005, su padre lo lleva al fútbol inglés, concretamente al Oxford United, pero rápidamente volvió a la Argentina para jugar en el Ascenso de ese país. Más tarde, jugaría en Defensa y Justicia y Platense.
En el año 2007 es transferido a San Lorenzo de Almagro. Jugó sólo una temporada en All Boys; entre 2009 y 2010.

## Carrera como entrenador
Comenzó su carrera como entrenador asistente en Independiente, donde Ramón Díaz era el técnico, abandonó el club por malos resultados. Más tarde, acompañaría a su padre en River Plate, la selección de Paraguay, Al-Hilal, Al-Ittihad, Pyramids y Libertad.
En noviembre de 2020, fue el encargo de dirigir interinamente al Botafogo ya que su padre debió realizarse una cirugía de emergencia en Argentina. No obstante, el club anunció que prescindirían de sus servicios a tan solo 21 días de haber asumido.
El 14 de mayo de 2023, fue anunciado como entrenador interino del Al-Hilal luego de que Ramón Díaz se marchara del club por problemas personales. A finales del mismo mes, anunció su salida del club árabe tras la finalización de la Liga Profesional Saudí.

## Clubes

### Como jugador
| Club                   | País       | Año         |
| ---------------------- | ---------- | ----------- |
| River Plate            | Argentina  | 2002 - 2003 |
| Talleres de Córdoba    | Argentina  | 2003 - 2004 |
| Deportivo Colonia      | Uruguay    | 2004 - 2005 |
| Oxford United          | Inglaterra | 2005        |
| Defensores de Belgrano | Argentina  | 2005 - 2006 |
| Defensa y Justicia     | Argentina  | 2006 - 2007 |
| Platense               | Argentina  | 2007        |
| San Lorenzo            | Argentina  | 2007 - 2008 |
| All Boys               | Argentina  | 2009 - 2010 |
| Guaraní                | Paraguay   | 2010 - 2011 |

### Como entrenador asistente
| Club                  | País           | Año           |
| --------------------- | -------------- | ------------- |
| Indepediente          | Argentina      | 2011-2012     |
| River Plate           | Argentina      | 2012-2014     |
| Selección de Paraguay | Paraguay       | 2014-2016     |
| Al-Hilal              | Arabia Saudita | 2016-2018     |
| Al-Ittihad            | Arabia Saudita | 2018          |
| Pyramids FC           | Egipto         | 2019          |
| Club Libertad         | Paraguay       | 2020          |
| Botafogo              | Brasil         | 2020          |
| Al-Nasr               | EAU            | 2021-2022     |
| Al-Hilal              | Arabia Saudita | 2022-2023     |
| Vasco da Gama         | Brasil         | 2023-2024     |
| Corinthians           | Brasil         | 2024-2025     |
| Olimpia               | Paraguay       | 2025-presente |

### Como entrenador
| Club                | País           | Año  |
| ------------------- | -------------- | ---- |
| Botafogo (interino) | Brasil         | 2020 |
| Al-Hilal (interino) | Arabia Saudita | 2023 |

## Palmarés

### Como jugador

#### Campeonatos nacionales
| Título           | Club         | País      | Año  |
| ---------------- | ------------ | --------- | ---- |
| Primera División | River Plate  | Argentina | 2002 |
| Torneo Clausura  | Club Guaraní | Paraguay  | 2010 |

### Como segundo entrenador

#### Campeonatos nacionales
| Título                    | Club        | País           | Año      |
| ------------------------- | ----------- | -------------- | -------- |
| Primera División          | River Plate | Argentina      | 2014 - F |
| Copa Campeonato           | River Plate | Argentina      | 2014     |
| Liga Profesional Saudí    | Al-Hilal    | Arabia Saudita | 2016-17  |
| Copa del Rey de Campeones | Al-Hilal    | Arabia Saudita | 2017     |
| Liga Profesional Saudí    | Al-Hilal    | Arabia Saudita | 2017-18  |
| Liga Profesional Saudí    | Al-Hilal    | Arabia Saudita | 2021-22  |
| Copa del Rey de Campeones | Al-Hilal    | Arabia Saudita | 2022-23  |